# Guillermo Paiva
Guillermo Miguel Paiva Ayala (Presidente Franco, 17 agosto 1997) è un calciatore paraguaiano, attaccante del Colo Colo in prestito dall'Olimpia.

## Caratteristiche tecniche
È un centravanti.

## Carriera

### Nazionale
Con la nazionale Under-20 paraguaiana ha preso parte al Sudamericano Under-20 2017.

## Palmarès

### Club

#### Competizioni nazionali
- Campionato paraguaiano: 3

Olimpia: Apertura 2018, Clausura 2018, Clausura 2022
- Copa Paraguay: 1

Olimpia: 2021